# Robert Innes
Robert Thorburn Ayton Innes (Edinburgh 1861. november 10. – London, 1933. március 13.) skót-dél‑afrikai csillagász, a Proxima Centauri mellett számos kettőscsillag felfedezője. Alapító igazgatója annak a meteorológiai állomásnak, amelyet később csillagvizsgálóvá alakítottak át Union Obszervatórium néven. Ő volt az első csillagász, aki látta az 1910-es Nagy Januári Üstököst január 12-én.

## Élete
Autodidakta csillagászként ifjúkorában Ausztráliába utazott, és borkereskedőként kezdett dolgozni Sydneyben. Ebben az időben egy 30 cm-es (12 hüvelyk) házi készítésű tükrös távcsöve volt, mellyel néhány új kettőscsillag párt is felfedezett. Több írást publikált a Mars, és a Vénusz pályájának perturbációjáról.
Annak ellenére, hogy sosem tanult asztronómiát, 1894-ben meghívást kapott Sir David Gilltől a Cape Obszervatóriumba. 1903-ban a johannesburgi Meteorológiai Obszervatórium igazgatója lett. Ő szerezte az obszervatórium első távcsövét 1906-ban; egy 23 cm-es refraktort. 1912-ben ő lett az intézet kijelölt csillagásza. Ezzel együtt az obszervatórium új távcsövet kapott, egy 66 cm-es refraktort, amelyhez egy Franklin Adams fényképezőgép is tartozott. 1923-ban a leideni egyetem tiszteletbeli doktorává avatta. Innes 1927-ben vonult vissza.
Innes fáradhatatlanul kampányolt Dél‑Afrika csillagászati infrastruktúrájának kiépítéséért - hitt abban, hogy az ottani tiszta égbolt ideális a csillagászati megfigyelésekhez. Élete során körülbelül 1600 új kettőscsillagot fedezett fel, vizuális-, és fizikai kettősöket egyaránt. Rendkívül érdekelte a csillagok sajátmozgása, és sok időt szentelt a Jupiter gyűrűinek tanulmányozására.

## Emlékezete
Az ő nevét őrzi:
- Az 1658 Innes aszteroida
- Az Innes holdkráter

## Fordítás
- Ez a szócikk részben vagy egészben  a   Robert T. A. Innes című angol Wikipédia-szócikk fordításán alapul.  Az eredeti cikk szerkesztőit annak laptörténete sorolja fel. Ez a jelzés csupán a megfogalmazás eredetét és a szerzői jogokat jelzi, nem szolgál a cikkben szereplő információk forrásmegjelöléseként.